# Хале
Хале или Хале на Залеу град је и општина у њемачкој савезној држави Саксонија-Анхалт. Хале је родно место њемачкога композитора Георга Фридриха Хендла.

## Историја
Хале је од најранијих времена био познат по соланама. Име града потиче од келтске речи за со. Река која тече крај града зове се Зал и корен речи је поново повезан са сољу. Град се по први пут помиње 806. године. У састав Магдебуршке надбискупије долази у 10. веку и остаје све до 1680. године, када је анектиран у Бранденбург-Прусију. У средњем веку био је члан Ханзе. Био је значајан центар Лутеровога протестантскога покрета. Након окончања Наполеонових ратова 1815. враћа се у оквире Прусије.

## Географија
Општина се налази на надморској висини од 87 . Површина општине износи 135,0 2. У самом мјесту је, према процјени из 2010. године, живјело 233.013 становника. Просјечна густина становништва износи 1.726 становника/ 2. Посједује регионалну шифру (AGS) 15002000, NUTS (DEE02) и LOCODE (DE HAL) код.

## Међународна сарадња
| Мјесто  | Држава      | Врста сарадње | Од    |
| ------- | ----------- | ------------- | ----- |
| Уфа     | Русија      | партнерство   | 1997. |
| Коимбра | Португалија | контакт       | 1976. |
| Ђасинг  | Кина        | партнерство   | 2009. |
| Оулу    | Финска      | партнерство   | 1972. |
| Гренобл | Француска   | партнерство   | 1976. |
| Линц    | Аустрија    | партнерство   | 1975. |
| Извор   |             |               |       |